# Laurean Luca
Laurean Luca (n. 1857 – d. 15 iulie 1919, Arad, județul Arad) a fost un deputat în Marea Adunare Națională de la Alba Iulia, organismul legislativ reprezentativ al „tuturor românilor din Transilvania, Banat și Țara Ungurească”, cel care a adoptat hotărârea privind Unirea Transilvaniei cu România, la 1 decembrie 1918 :p. 86.

## Biografie
A urmat studiile Institutului Teologic, ajungând mai târziu protopop al Aradului :p. 86.  

## Activitatea politică
Ca deputat în Adunarea Națională din 1 decembrie 1918 a fost delegat al Protopopiatului Arad :p. 86.